# (6302) Tengukogen
(6302) Tengukogen es un asteroide perteneciente al cinturón de asteroides, región del sistema solar que se encuentra entre las órbitas de Marte y Júpiter, más concretamente a la familia de Eunomia, descubierto el 2 de febrero de 1989 por Tsutomu Seki desde el Observatorio de Geisei, Geisei, Japón.

## Designación y nombre
Designado provisionalmente como 1989 CF. Fue nombrado Tengukogen en homenaje a Tengukogen, región montañosa en el lado occidental de la cordillera de Shikoku. El altiplano es kárstico y contiene rocas que parecen un rebaño de ovejas.

## Características orbitales
Tengukogen está situado a una distancia media del Sol de 2,627 ua, pudiendo alejarse hasta 2,900 ua y acercarse hasta 2,353 ua. Su excentricidad es 0,104 y la inclinación orbital 13,87 grados. Emplea 1555,26 días en completar una órbita alrededor del Sol.

## Características físicas
La magnitud absoluta de Tengukogen es 13,3. Tiene 5,299 km de diámetro y su albedo se estima en 0,629. 